# Нафтогазоносний басейн Перської затоки

Нафтоносні райони Середнього Сходу

Нафтогазоносний басейн Перської затоки — область унікальної концентрації нафти й газу. Розташований на території Катару, Бахрейну, Саудівської Аравії, Кувейту, Іраку, Ірану, Оману, Об'єднаних Арабських Еміратів, частково Туреччини і Сирії. Запаси нафти 53 млрд т, газу — 26.7 трлн. м³.

## Характеристика
Площа 293 тис. км², з них 290 тис. км² акваторії. 371 нафтове і газонафтове та 55 газових родовищ. м³.

## Технологія розробки
Розробляється 194 нафтогазових та нафтових і 8 газових родовищ (більш як 2400 фонтанних та 1475 насосних свердловин). Річний видобуток нафти 640…1000 млн т, газу — 135 млрд.

## Деякі родовища
| - Північно-Західний Купол (найбільше морське) - Бібі-Хекіме - Гечсаран - Вафра | - Кенган - Пазенан - Реті-Сефід |